# Henri Charles Grégoire
Pour les articles homonymes, voir Grégoire.
Henri Charles Martin Grégoire né le 8 janvier 1791 à Ferrière-la-Grande près de Maubeuge et décédé à Paris 10e le 22 juin 1854, est un architecte français. Il fut architecte des bâtiments civils du département de la Seine-Inférieure.
Il est élève de l’École des beaux-arts de 1806 à 1811. Il demeure 6 rue Racine en 1836, puis 128 rue des Charrettes à Rouen. 
Il reçoit la Légion d'honneur en 1843.

## Distinctions
- Chevalier de la Légion d'honneur (1843).

## Œuvres
- asile de Saint-Yon à Rouen, 1822[4]-1830, 1841
- halle à Saint-Valery-en-Caux, 1834
- église Saint-Lô de Bourg-Achard, 1836[5]
- hôpital et séminaire d'Yvetot, 1837-1839
- restauration de l'église Saint-Étienne de Fécamp
- façade de l'église abbatiale Saint-Ouen de Rouen
- mairie de Duclair, 1838[6] (détruite)
- restauration du palais de justice de Rouen
- asile des aliénés de Quatre-Mares à Sotteville-lès-Rouen (1845-1854)

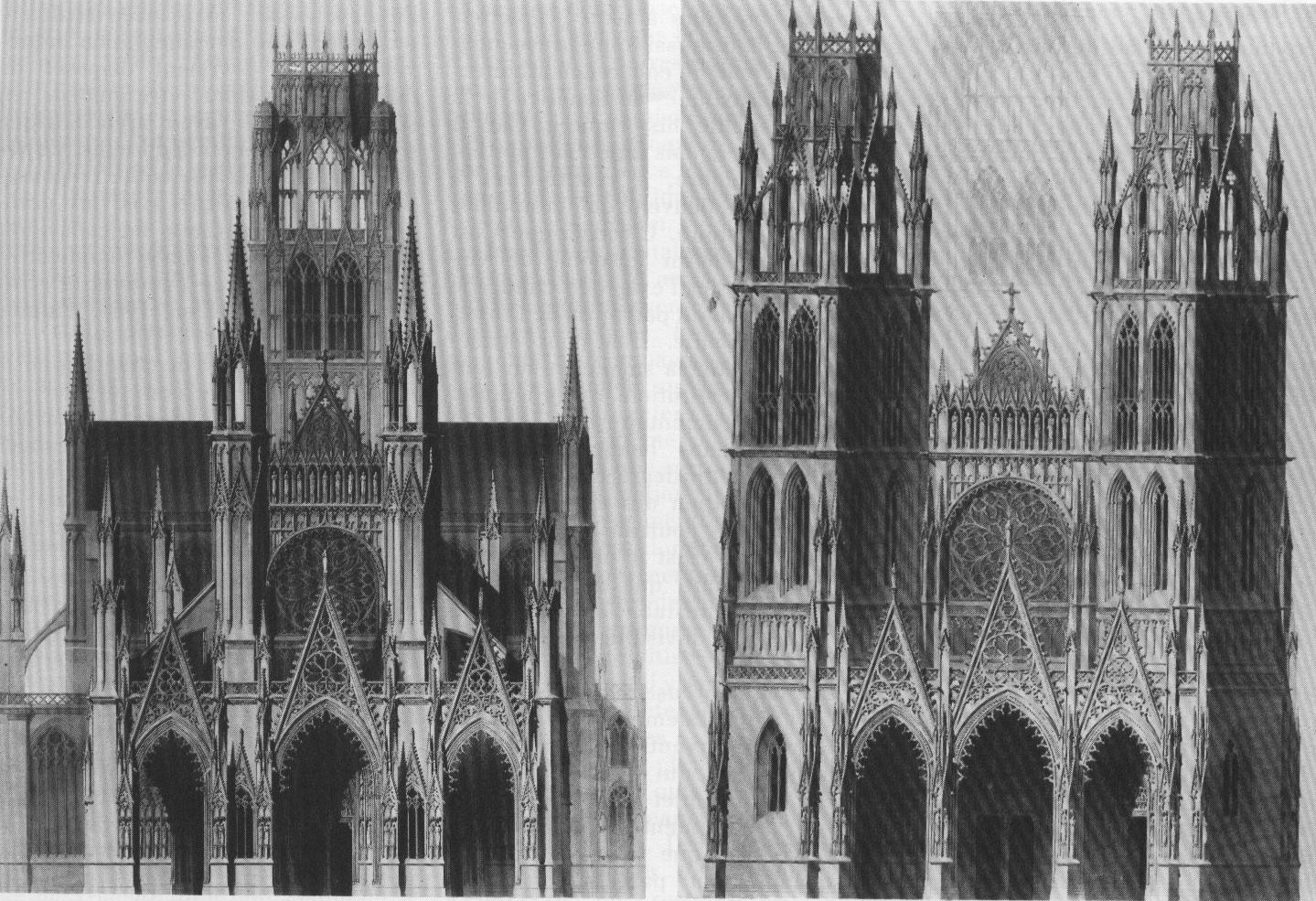
Projets d'achèvement de la façade  de Saint-Ouen par Henri Grégoire en 1831.